# جوائز الكتب
في مجالات الببليوغرافيا وكتابة الكتب، تُعتبر الكتب كجوائز (المعروفة أيضًا باسم جوائز غلاف الكتاب) وهي فئة من الكتب ذات الدرجات المرموقة التي كانت تُمنح في السابق كجوائز في المؤسسات التعليمية في إنجلترا وأيرلندا وهولندا. ازدهرت هذه التقاليد في المدارس اللاتينية في أوروبا القارية من منتصف القرن السابع عشر. استمر تقديم الكتب كجوائز في الاحتفالات الأكاديمية، ولكن السمة المميزة الوحيدة هي عادة النقوش الخاصة أو الكروت أو شكل الكتاب.

## التاريخ فيالمملكة المتحدة
في المملكة المتحدة، استمر هذا التراث حتى منتصف القرن العشرين. تتألف معظم العناوين من الأعمال الكلاسيكية في العلوم الإنسانية المنشورة في نسخ مطبوعة غير محدودة لهذا الغرض. تتعاقد المدارس مع قاعدة بيانات محلية لإعداد طبعات الجائزة المختومة أو المنقوشة بشعار المدرسة. ويتم تقييمها من قِبل باعة الكتب لمظهرها الكلاسيكي. وغالبًا ما يتم وصفها بأنها كتب مكتبات للمدرسة السابقة.